# سه مرد و یک خانم کوچک
«سه مرد و یک خانم کوچک» (انگلیسی: Three Men and a Little Lady) یک فیلم آمریکایی در سبک زوج هنری است که در سال ۱۹۹۰ منتشر شد. از بازیگران آن می‌توان به تام سلک، استیو گوتنبرگ، نانسی تراویس، فیونا شاو، و شیلا هنکاک اشاره کرد.

## موضوع فیلم
پیتر، مایکل و جک با مری که اکنون پنج ساله است و مادرش سیلویا زندگی می‌کنند. اما این گروه زمانی از هم می‌پاشد که سیلویا اعلام می‌کند که قصد ازدواج با یک مرد انگلیسی و نقل مکان به بریتانیا را دارد.